# Síndrome das lágrimas de crocodilo
Síndrome das lágrimas de crocodilo ou síndrome de Bogorad é uma síndrome que ocorre como complicação após uma paralisia facial. Nesta rara complicação, os pacientes lacrimejam unilateralmente enquanto estão mastigando ou consumindo bebidas.
As pessoas podem ser tratadas com toxina botulínica.